# Чемпионат Азии по хоккею с шайбой 2025
Чемпиона́т Азии по хокке́ю с ша́йбой 2025 — 1-й Чемпионат Азии по хоккею с шайбой среди мужчин, прошел в период с 6 по 9 ноября 2024 года, в городе Алматы, Казахстан. Победителем его стала сборная Казахстана.

## Участвующие команды
Участниками турнира стали четыре сильнейших сборных из Азии, согласно текущему мировому рейтингу ИИХФ в 2024 году: Казахстан, Южная Корея, Япония,Китай.
| Сборная          | Рейтинг ИИХФ |
| ---------------- | ------------ |
| Казахстан        | 15           |
| Республика Корея | 22           |
| Япония           | 24           |
| Китай            | 26           |

## Итоги турнира
Соревнование прошло в один круг, каждая сборная сыграла по три матча.
Набрав одинаковое количество очков, сборная Казахстана обошла Японию по дополнительным показателям.

### Таблица
| М | Сборная          | И | В | ВО | ШЗП  | О |
| - | ---------------- | - | - | -- | ---- | - |
| 1 | Казахстан        | 3 | 2 | 0  | 12:6 | 6 |
| 2 | Япония           | 3 | 2 | 0  | 10:8 | 6 |
| 3 | Республика Корея | 3 | 1 | 0  | 7:8  | 4 |
| 4 | Китай            | 3 | 0 | 1  | 4:11 | 2 |

### Результаты
6 ноября  Япония 4 — 1  Китай
6 ноября  Республика Корея 4 — 1  Казахстан
8 ноября  Япония 5 — 2  Республика Корея
8 ноября  Казахстан 6 — 1  Китай
9 ноября  Китай 2 — 1  Республика Корея
9 ноября  Казахстан 5 — 1  Япония